# Drożów
Drożów is een plaats in het Poolse district  Polkowicki, woiwodschap Neder-Silezië. De plaats maakt deel uit van de gemeente Radwanice en telt 70 inwoners.